# هيرومي إيشيكاوا
هيرومي إيشيكاوا (باليابانية: 石川寛美) مواليد 12 نوفمبر 1961، هي مؤدية أصوات يابانية.

## الأعمال

### أنمي
- المحقق كونان
- همتارو
- بوكيمون
- عهد الأصدقاء
- زعيم المحاربين
- عائلة سيمبسون
- لحن الحياة

## وصلات خارجية
- هيرومي إيشيكاوا على موقع IMDb (الإنجليزية)
- هيرومي إيشيكاوا على موقع ميوزك برينز (الإنجليزية)
- هيرومي إيشيكاوا على موقع قاعدة بيانات الفيلم (الإنجليزية)
- هيرومي إيشيكاوا على موقع ANN person (الإنجليزية)